# 왕자와 거지 (1937년 영화)
왕자와 거지(The Prince And The Pauper)는 미국에서 제작된 윌리엄 케일리 감독의 1937년 모험, 가족, 드라마 영화이다. 에롤 플린 등이 주연으로 출연하였다.

## 출연

### 주연
- 에롤 플린
- 클로드 레인스

### 조연
- 헨리 스테펀슨
- 바톤 맥레인
- 앨런 헤일
- 에릭 포트먼
- 라이오넬 페이프
- 레너드 윌리
- 머레이 킨넬
- 할리웰 홉스
- 이반 F. 심슨

## 제작진
- 원작자: 마크 트웨인
- 미술: 로버트 M. 하스
- 의상: 밀로 앤더슨